# Lešnica, Novo mesto
Lešnica je naselje v Občini Novo mesto. Pod naseljem se potok Lešnica, kot njen levi pritok, izliva v Krko. Naselje leži na Dolenjskem in je del Jugovzhodne statistične regije. 
V kraju stoji kapelica Marije kraljice iz 20. stoletja. Ta spada k Rifljevi domačiji, zgrajeni leta 1904. Obe sta spomeniško zaščiteni.